# Hradec, Havlíčkův Brod
Hradec là một làng thuộc huyện Havlíčkův Brod, vùng Vysočina, Cộng hòa Séc.